# Zivilprozessrecht
Das Zivilprozessrecht (früher auch Zivilprozeßrecht) oder Zivilverfahrensrecht bezeichnet als Rechtsgebiet alle gesetzlichen Bestimmungen, die den formalen Ablauf von Zivilverfahren (Zivilprozessen), also Gerichtsverfahren im Bereich des Zivilrechts  regeln – in Abgrenzung zu Strafprozessen und Verfahren in anderen Rechtsgebieten. Diese Trennung besteht in den meisten modernen Staaten.

## Hauptartikel nach Rechtsordnungen
- Zivilprozessrecht (Deutschland)
- Zivilverfahrensrecht (Österreich)
- Zivilprozessrecht (Schweiz)
- Zivilverfahrensrecht (Europäische Union)
- Zivilprozessrecht (Frankreich)
- Zivilprozessrecht (England und Wales)
- Zivilprozessrecht (Vereinigte Staaten)
- Legisaktionenverfahren, Formularprozess, Kognitionsverfahren (Historische Abfolge der Zivilprozessrechte im Laufe der Geschichte des Römischen Reichs)